# Station Saint-Martin-du-Mont
Station St-Martin-du-Mont is een spoorwegstation in de Franse gemeente Saint-Martin-du-Mont.